# Neoechinorhynchinae
Sous-famille
Les Neoechinorhynchinae sont une sous-famille de vers parasites de l'embranchement des acanthocéphales (vers à tête épineuse). Les acanthocéphales sont de petits animaux vermiformes parasites de vertébrés dont la taille varie entre 1 mm et 70 cm. Ils sont caractérisés par un proboscis rétractable portant des épines courbées en arrière qui leur permet de s'accrocher à la paroi intestinale de leurs hôtes.

## Liste des genres et espèces
Cette sous-famille comprend dix genres composés des espèces suivantes :
- Dispiron Bilgees, 1970
  - Dispiron mugili Bilgees, 1970
- Gorytocephalus Nickol & Thatcher, 1971
  - Gorytocephalus elongorchis Thatcher, 1979
  - Gorytocephalus plecostomorum Nickol et Thatcher, 1971
  - Gorytocephalus spectabilis (Machado, 1959)
- Hebesoma Van Cleve, 1928
  - Hebesoma violentum Van Cleave, 1928
- Hexaspiron Dollfus & Golvan, 1956
  - Hexaspiron nigericum Dollfus & Golvan, 1956
- Microsentis Martin & Multani, 1966
  - Microsentis wardae Martin & Multani, 1966
- Neoechinorhynchus Stiles & Hassall, 1905
  - Neoechinorhynchus acanthuri Farooqi, 1980
  - Neoechinorhynchus afghanus Moravec et Amin, 1978
  - Neoechinorhynchus africanus Troncy, 1970
  - Neoechinorhynchus agilis (Rudolphi, 1819)
  - Neoechinorhynchus aldrichettae Edmonds, 1971
  - Neoechinorhynchus armenicus Mikailov, 1975
  - Neoechinorhynchus australis Van Cleave, 1931
  - Neoechinorhynchus bangoni Tripathi, 1959
  - Neoechinorhynchus buttnerae Golvan, 1956
  - Neoechinorhynchus carassii Roytmann, 1961
  - Neoechinorhynchus carpiodi Dechtiar, 1968
  - Neoechinorhynchus chelonos Schmidt, Esch & Gibbons, 1970
  - Neoechinorhynchus chilkaense Podder, 1937
  - Neoechinorhynchus chrysemydis Cable & Hopp, 1954
  - Neoechinorhynchus cirrhinae Gupta & Jain, 1979
  - Neoechinorhynchus coiliae Yamaguti, 1939
  - Neoechinorhynchus constrictus Little & Hopkins, 1968
  - Neoechinorhynchus crassus Van Cleave, 1919
  - Neoechinorhynchus cristatus Lynch, 1936
  - Neoechinorhynchus curemai Noronha, 1973
  - Neoechinorhynchus cyanophyctis Kaw, 1951
  - Neoechinorhynchus cylindratus (Van Cleave, 1913)
  - Neoechinorhynchus devdevi (Datta, 1936)
  - Neoechinorhynchus distractus Van Cleave, 1949
  - Neoechinorhynchus doryphorus Van Cleave & Bangham, 1949
  - Neoechinorhynchus elongatum Tripathi, 1959
  - Neoechinorhynchus emydis (Leidy, 1851)
  - Neoechinorhynchus emyditoides Fisher, 1960
  - Neoechinorhynchus formosanus (Harada, 1938)
  - Neoechinorhynchus golvani Salgado-maldonado, 1978
  - Neoechinorhynchus hutchinsoni Datta, 1936
  - Neoechinorhynchus ichthyobori Saoud, El-naffar & Abu-sinna, 1974
  - Neoechinorhynchus johnii Yamaguti, 1939 [1]
  - Neoechinorhynchus karachiensis Bilgees, 1972
  - Neoechinorhynchus limi Muzzall & Buckner, 1982
  - Neoechinorhynchus logilemniscus Yamaguti, 1954
  - Neoechinorhynchus longissimus Farooqi, 1980
  - Neoechinorhynchus macronucleatus Machado, 1954
  - Neoechinorhynchus magnapapillatus Johnson, 1969
  - Neoechinorhynchus magnus Southwell et Macfie, 1925
  - Neoechinorhynchus manasbalensis Kaw, 1951
  - Neoechinorhynchus nematalosi Tripathi, 1959
  - Neoechinorhynchus nigeriensis Farooqi, 1981
  - Neoechinorhynchus notemigoni Dechtiar, 1967
  - Neoechinorhynchus octonucleatus Tubangui, 1933
  - Neoechinorhynchus oreini Fotedar, 1968
  - Neoechinorhynchus ovale Tripathi, 1959
  - Neoechinorhynchus paraguayensis Machado, 1959
  - Neoechinorhynchus paucihamatum (Leidy, 1890)
  - Neoechinorhynchus prochilodorum Nickol & Thatcher, 1971
  - Neoechinorhynchus prolixoides Bullock, 1963
  - Neoechinorhynchus prolixus Van Cleave & Timmons, 1952
  - Neoechinorhynchus pseudemydis Cable & Hopp, 1954
  - Neoechinorhynchus pterodoridis Thatcher, 1981
  - Neoechinorhynchus pungitius Dechtiar, 1971
  - Neoechinorhynchus quinghaiensis Liu, Wang & Yang, 1981
  - Neoechinorhynchus rigidus (Van Cleave, 1928)
  - Neoechinorhynchus roonwali Datta & Soota, 1963
  - Neoechinorhynchus roseum Salgado & Maldonado, 1978
  - Neoechinorhynchus rutili (Mueller, 1780)
  - Neoechinorhynchus saginatus Van Cleave & Bangham, 1949
  - Neoechinorhynchus salmonis Ching, 1984
  - Neoechinorhynchus satori Morisita, 1937
  - Neoechinorhynchus simansularis Roytman, 1961
  - Neoechinorhynchus strigosus Van Cleave, 1949
  - Neoechinorhynchus stunkardi Cable & Fisher, 1961
  - Neoechinorhynchus tenellus (Van Cleave, 1913)
  - Neoechinorhynchus topseyi Podder, 1937
  - Neoechinorhynchus tsintaoense Morisita, 1937
  - Neoechinorhynchus tumidus Van Cleave & Bangham, 1949
  - Neoechinorhynchus tylosuri Yamaguti, 1939
  - Neoechinorhynchus venustus Lynch, 1936
  - Neoechinorhynchus wuyiensis Wang, 1981
  - Neoechinorhynchus yalei (Datta, 1936)
  - Neoechinorhynchus zacconis Yamaguti, 1935
- Octospinifer Van Cleve, 1919
  - Octospinifer macilentus Van Cleave, 1919
  - Octospinifer rohitau Zuberi & Farooq, 1976
  - Octospinifer torosus Van Cleave & Haderlie, 1950
  - Octospinifer variabilis (Deising, 1851)
- Octospiniferoides Bullock, 1957
  - Octospiniferoides australis Schmidt & Hugghins, 1973
  - Octospiniferoides chandleri Bullock, 1957
  - Octospiniferoides incognita Schmidt & Hugghins, 1973
- Paulisentis Van Cleave & Bangham, 1949
  - Paulisentis fractus Van Cleave & Bangham, 1949
  - Paulisentis missouriensis Keppner, 1974
- Zeylonechinorhynchus Fernando & Furtado, 1963
  - Zeylonechinorhynchus longinuchalis Fernando & Furtado, 1963